# Барановский, Владимир Георгиевич
Влади́мир Гео́ргиевич Барано́вский  (род. 30 декабря 1950 года, Москва) — советский и российский политолог, историк, доктор исторических наук (1986), профессор (2005), академик РАН (2011), специалист в области международных отношений, внешней политики и международной безопасности.

## Биография
В 1972 году окончил МГИМО, в 1975 году — аспирантуру ИМЭМО АН СССР. В этом же году защитил кандидатскую диссертацию, в 1985 году — докторскую на тему: «Европейское сообщество в системе международных отношений».
Место работы: c 1975 года — в Институте мировой экономики и международных отношений Российской академии наук (ИМЭМО РАН), с 1998 года — заместитель директора ИМЭМО РАН, в 1992—1996 годах руководил проектом в SIPRI (Швеция). Профессор кафедры международных отношений и внешней политики России МГИМО (с 2005 г.).
Барановский В. Г. — член Российской ассоциации международных исследований, редколлегии журнала «Мировая экономика и международные отношения», редколлегии журнала «Современная Европа».
Владеет английским и французским языками.

## Область научных интересов
Международные отношения; внешняя политика и проблемы международной безопасности, контроль над вооружениями, европейские международно-политические процессы; интеграция в Западной Европе.

## Общественная позиция
В феврале 2022 подписал открытое письмо российских учёных и научных журналистов с осуждением вторжения России на Украину и призывом вывести российские войска с украинской территории.

## Награды
- Премия Ленинского Комсомола (1983)

## Основные работы
В. Г. Барановский — автор около 200 научных публикаций.
- Политическая интеграция в Западной Европе: Некоторые вопросы теории и практики. — М.: Наука, 1983.
- Россия: контроль над вооружениями и международная безопасность / Отв. ред. В. Г. Барановский, А. Н. Калядин. М., 2001.
- Современные международные отношения: Учебник / Алгульян Д. В., Бажанов Е. П., Барановский В. Г. и др. М., 2000; М., 2001;
- Снижение боеготовности ядерных сил России и США — путь к уменьшению ядерной угрозы. М., 2001 (соавт);
- Русское издание Ежегодника СИПРИ 2000 «Вооружения, разоружение и международная безопасность» / Совместный проект ИМЭМО — СИПРИ. Со специальным приложением ИМЭМО РАН. М., 2001 (соредактор);
- О роли военных факторов в постсоветской России. // Мировая экономика и международные отношения. 1999. № 11.
- Барановский В. Г., Уткин С. В. Europe as seen from Russia / V. Baranovsky, S. Utkin // Perspectives. — 2012. — V. 20. — Issue 2. — P. 63-82.